# Wehrhafter Schmied

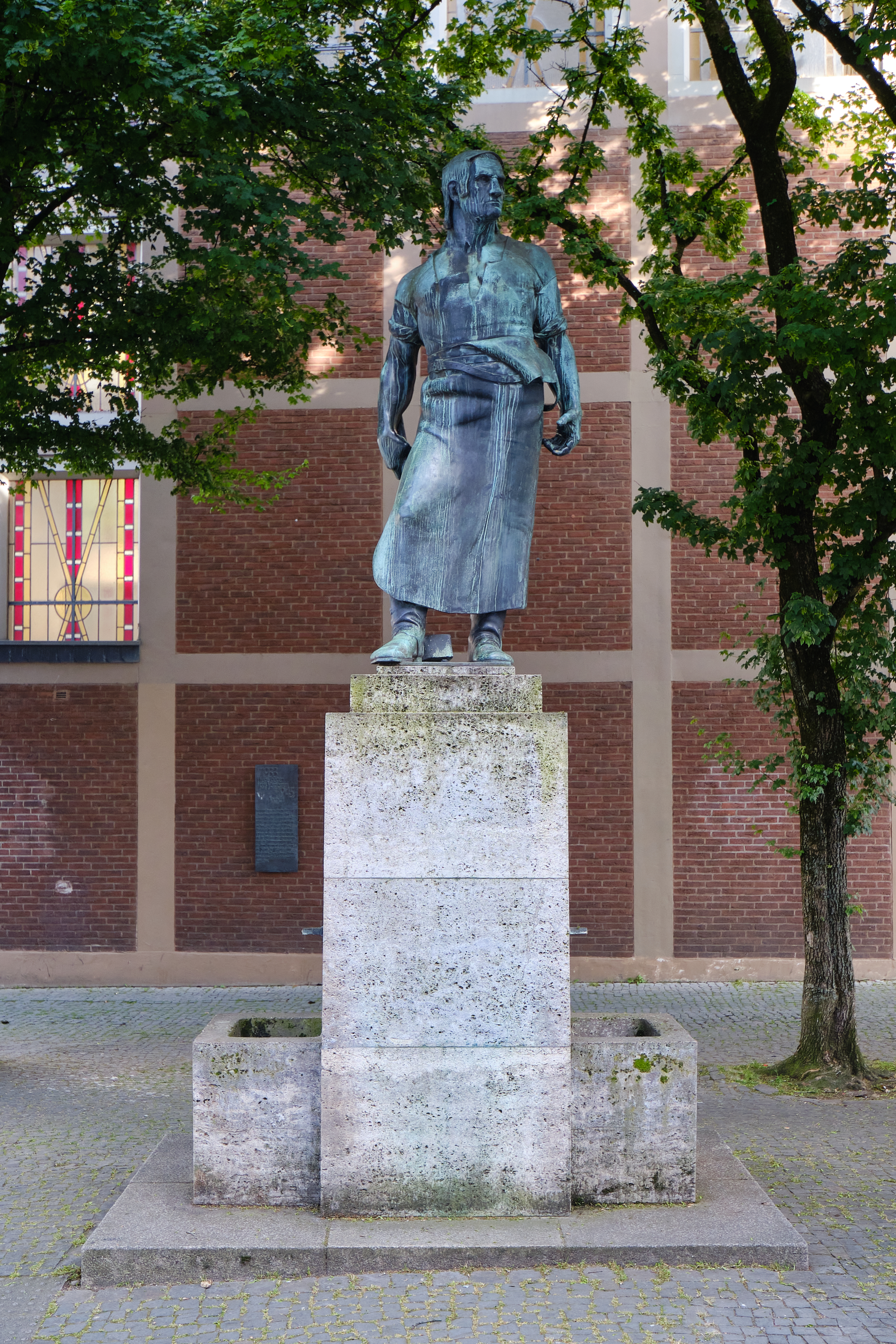
Wehrhafter Schmied (2023)

Wehrhafter Schmied ist ein 1909 von dem Aachener Bildhauer Carl Burger entworfenes und von dem Düsseldorfer Erzgießer Bernhard Förster geschaffenes Brunnendenkmal in Aachen. Es zeigt die Figur eines Schmieds, der nach der Sage Der Schmied von Aachen den Grafen Wilhelm IV. von Jülich erschlagen haben soll.

## Lage
Der Brunnen steht in der Jakobstraße an der Ecke zur Klappergasse vor der Kind-Jesu-Kapelle des Klosters der Schwestern vom armen Kinde Jesus. An der Stelle dieses Klosters stand bis zur Säkularisation im Jahr 1802 das Weißfrauenkloster, vor dem Graf Wilhelm IV. 1278 während eines Aufruhrs getötet wurde.

## Geschichte

Wehrhafter Schmied (1909)

Zur Sühne für den Tod des Grafen musste die Stadt Aachen neben der Zahlung eines Schmerzensgelds und der Errichtung von vier Sühnealtären an dieser Stelle ein Sühnedenkmal errichten. Das Denkmal bestand aus vier Sandsteinpfeilern, die ein Gewölbe trugen, auf dem sich ein eisernes Kreuz erhob. Kleinere Kreuze waren auf die Eckpfeiler aufgesetzt. Im Inneren stand die Statue eines Mannes mit einem Schwert in der Hand, und vor der Statue hing eine Lampe. 1666 ist das Gewölbe eingestürzt, 1702 sind zwei Pfeiler umgefallen. Die Stadt Aachen sah sich jedoch nicht verpflichtet, das Denkmal wieder instand zu setzen. So blieb es zunächst als Ruine stehen und wurde um 1800 entfernt.
Das heute an dieser Stelle stehende Brunnendenkmal war 1907 vom Verschönerungsverein ausgeschrieben worden. Dessen Preisgericht setzte Burgers Entwurf auf den ersten Platz und zeichnete fünf weitere der insgesamt 29 Entwürfe aus. Der Brunnen wurde am 27. Juli 1909 aufgestellt. Die Bronzefigur des Schmieds stand auf einem kubusförmigen Sockel, an dessen vier Seiten Wasser aus je drei übereinander angeordneten Rohre in davor stehende rechteckige Becken floss. Die Winkel zwischen den Rechteckbecken waren durch Viertelkreisbecken gefüllt. Die Anordnung stand auf einem quadratischen Podest, das mit einem niedrigen gusseisernen Gitter umzäunt war.
Gegen eine drohende Beschlagnahme des Denkmals gegen Ende des Ersten Weltkrieges setzten sich die Aachener Stadtverordneten am 30. August 1918 erfolgreich zur Wehr. Der Brunnen überstand auch den Zweiten Weltkrieg. Die Figur wurde demontiert, entging aber dem Schicksal der „Metallspende“. Unter ungeklärten Umständen gelangte sie zur Waggonfabrik Talbot, an deren Verwaltungsgebäude an der Jülicher Straße sie als „Wachtposten“ zu stehen kam. Später wurde sie im Suermondt-Museum eingelagert und restauriert. Am 7. Mai 1947 wurde sie ohne Zeremonie wieder an ihrem alten Platz aufgestellt.
Am 21. Dezember 1962 wurde der Wehrhafte Schmied auf einen neuen Unterbau versetzt, der etwas näher an der Kind-Jesu-Kapelle lag. Am 18. Dezember 1976 wurde die Denkmalfigur nachts vom Sockel gestürzt und beschädigt. Nach der Reparatur der Schäden wurde sie kurze Zeit später wieder aufgestellt.

## Beschreibung

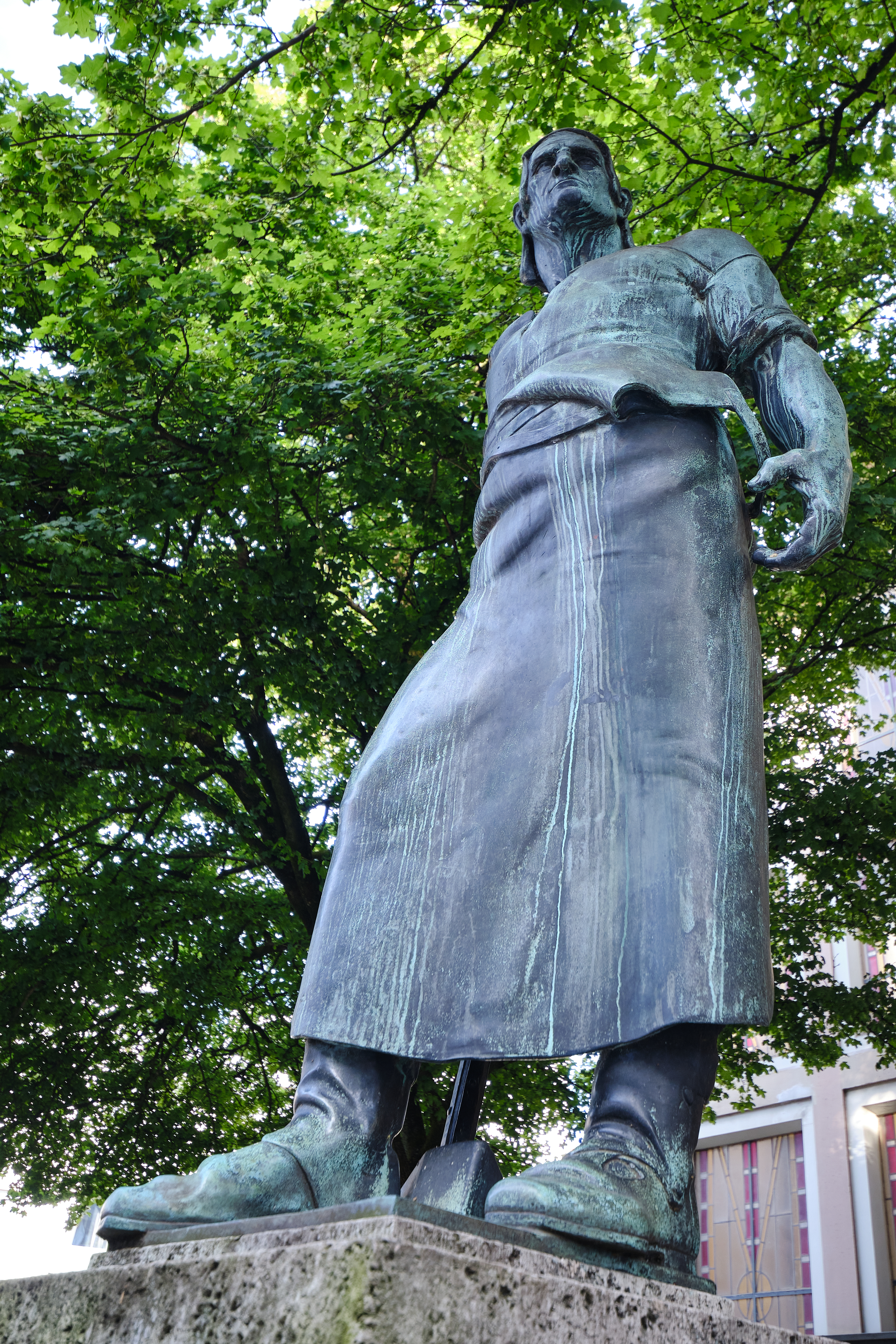
Brunnenfigur des Schmieds

Die Brunnenfigur aus Bronze zeigt die heroisch überhöht dargestellte überlebensgroße Gestalt eines Schmiedes in Arbeitskleidung mit Lederschürze. Sie stellt den Schmied von Aachen dar, der der Sage nach den Grafen von Jülich erschlagen haben soll. In der rechten Hand hält der Schmied einen großen Hammer, dessen Kopf hinter den Füßen des Schmiedes auf dem Sockel ruht.
Seit der Versetzung des Brunnens 1962 steht die Figur auf einem etwas höheren Sockel als zuvor, der nur auf zwei Seiten einfache Laufbrunnen mit etwa quadratischen Brunnenbecken aufweist.

## Nachwirkungen
Am 18. Oktober 2012 wurde bekannt, dass der Schienenfahrzeughersteller Bombardier, als Eigentümer der ehemaligen Waggonfabrik Talbot, im Jahr 2013 seinen Betrieb in Aachen mit ca. 400 Beschäftigten schließen will. Talbot wurde 1838 gegründet und gilt als ältester noch existierender Betrieb für Schienenfahrzeuge in Deutschland. Die Beschäftigten, die sich dagegen wehrten, erkoren den wehrhaften Schmied zu ihrer Identifikationsfigur. Talbot, welches 1995 von Bombardier übernommen worden war, wurde stattdessen als unabhängige Firma wiedergegründet und ist – Stand 2024 – nach wie vor im Bereich des Baus und Unterhalts von Schienenfahrzeugen tätig.